# Scopula gyalararia
Scopula gyalararia là một loài bướm đêm trong họ Geometridae.